# Back For Everything
Back for Everything – czwarty album studyjny amerykańskiego rapera Kodaka Blacka, wydany przez Atlantic Records 25 lutego 2022 roku. Na płycie gościnnie wystąpił tylko Lil Durk, który pojawia się w piętnastym utworze „Take You Back”. Za produkcję krążka odpowiadają producenci; Buddah Bless, London on da Track, Cubeatz, Pvlace, Murda Beatz, Scott Storch, Starrah, Zaytoven, Boi-1da, Vinylz i Lee Major, Dyryk, Mondo, Jahaan Sweet, Snapz, Ayo B, Dr. Zeuz, Avedon, June Nawakii, SkipOnDaBeat, ATL Jacob oraz Jambo. Album został wsparty singlem „Love & War” oraz promocyjnymi singlami „Grinding All Season” i „I Wish”. Okładka albumu inspirowana jest serią filmów Powrót do przyszłości.

## Wydanie i promocja
Kodak zapowiedział album i datę premiery, 8 lutego 2022 r., przedsprzedaż ruszyła w serwisie Apple Music jeszcze kilka dni przed zapowiedzią. Lista utworów została ujawniona 24 lutego 2022 roku, dzień przed publikacją krążka.

### Single
Główny i jedyny singel z albumu „Love & War” został wydany 15 grudnia 2021 roku. Piosenka „Super Gremlin”, która wcześniej została wydana na kompilacji wytwórni Sniper Gang; Sniper Gang Presents Syko Bob & Snapkatt: Nightmare Babies, również znajduje się na albumie. Pierwszy promocyjny singel z projektu, „Grinding All Season” został wydany 8 lutego 2022 roku. Drugi singel promocyjny, „I Wish”, został wydany 22 lutego 2022 r. W przeddzień premiery albumu matka Blacka zrobiła sobie tatuaż z logiem Sniper Gang.

## Lista utworów
Lista utworów.
| No.                | Tytuł                                 | Twórcy                                                                                      | Producenci                                 | Długość |
| ------------------ | ------------------------------------- | ------------------------------------------------------------------------------------------- | ------------------------------------------ | ------- |
| 1.                 | "Let Me Know"                         | - Bill Kapri - Derek Garcia - Max Perry - Russell Pochop - Emmanuel Yeboah                  | - Dyryk - Perry - RBP - Mxller             | 3:20    |
| 2.                 | "Back for Everything"                 | - Kapri - Tyron Douglas, Sr. - Armond Kendrick                                              | - Buddah Bless - Mondo                     | 2:47    |
| 3.                 | "Grinding All Season"                 | - Kapri - Jahaan Sweet                                                                      | Sweet                                      | 2:50    |
| 4.                 | "Smackers"                            | - Kapri - London Holmes - Tim Gomringer - Kevin Gomringer                                   | - London on da Track - Cubeatz             | 2:11    |
| 5.                 | "On Everything"                       | - Kapri - Garcia - Denis Berger - Niles Groce - Nick Varvatsoulis                           | - Dyryk - Pvlace - Snapz                   | 3:12    |
| 6.                 | "Purple Stamp"                        | - Kapri - Shane Lindstrom - Alex Bottero - Oscar Braojos                                    | - Murda Beatz - Sspiketrap - Tymaz         | 2:19    |
| 7.                 | "Midas Touch"                         | - Kapri - Kasim Walker                                                                      | KasimGotJuice                              | 3:00    |
| 8.                 | "Sink My Ship"                        | - Kapri - Scott Storch - Vincent van den Ende                                               | - Storch - Avedon                          | 3:16    |
| 9.                 | "Usain Boo"                           | - Kapri - Brittany Hazzard - Eamon Doyle - Kirk Robinson - Yared Williams - Daniel Celestin | - Starrah - June Nawakii                   | 3:06    |
| 10.                | "Vulnerable (Free Cool)"              | - Kapri - Krishon Gaines - Leutrim Beqiri                                                   | - BandPlay - Byrd                          | 2:21    |
| 11.                | "Elite Division"                      | - Kapri - Xavier Dotson                                                                     | Zaytoven                                   | 2:28    |
| 12.                | "Omega"                               | - Kapri - Anthony Howard - Brian Watters - Joey Lopez                                       | DzyOnDaBeat                                | 3:09    |
| 13.                | "Hitting Houses"                      | - Kapri - Garcia - Perry - Pochop - Samuel Berler                                           | - Dyryk - Perry - RBP - Berler             | 3:39    |
| 14.                | "Love Isn't Enough"                   | - Kapri - Andrew O’Brien - Jesus Bobe                                                       | - Ayo B - Dr. Zeuz                         | 2:27    |
| 15.                | "Take You Back" (gościnnie: Lil Durk) | - Kapri - Durk Banks - Edgar Ferrera                                                        | SkipOnDaBeat                               | 3:21    |
| 16.                | "He Love the Streets"                 | - Kapri - Matthew Samuels - Anderson Hernandez - Leigh Elliott - Sean Momberger             | - Boi-1da - Vinylz - Lee Major - Momberger | 3:31    |
| 17.                | "Super Gremlin"                       | - Kapri - Jacob Canady - Malik Timmermann                                                   | - ATL Jacob - Jambo                        | 3:20    |
| 18.                | "I Wish"                              | - Kapri - Willie Norwood, Jr. - LaShawn Daniels - Rodney Jerkins - Freddie Jerkins          | Saved by da Bell                           | 2:45    |
| 19.                | "Love & War"                          | - Kapri - Julian Gramma - Steve Tirogene                                                    | - J Gramm - Pompano Puff                   | 3:59    |
| Całkowita długość: | Całkowita długość:                    | Całkowita długość:                                                                          | Całkowita długość:                         | 57:10   |

## Pozycje na listach
| Lista (2022)                           | Pozycja |
| -------------------------------------- | ------- |
| Kanada (Billboard)                     | 15      |
| USA Billboard 200                      | 2       |
| USA Top R&B/Hip-Hop Albums (Billboard) | 1       |